# Mösundet
Mösundet är ett sund i Finland. Det ligger i Sibbo i landskapet Nyland, i den södra delen av landet, 17 km öster om huvudstaden Helsingfors.
Mösundet ligger mellan Granö i norr och Mölandet i söder. Den ansluter till Kalkholmsfjärden i väster och Simsalöfjärden i öster.